# 맥스 브룩스
맥스 브룩스(영어: Maximillian Michael Brooks 또는 Max Brooks, 1972년 5월 22일 ~ )는 미국의 작가, 소설가, 시나리오 작가, 배우다.